# Erwin Berg
Erwin Berg (* 5. April 1954; † 5. September 2015) war ein deutscher Fußballspieler und -trainer.
Im Jahr 1979 absolvierte er für Eintracht Trier zwei Spiele in der 2. Fußball-Bundesliga. Nach seiner Spielerkarriere arbeitete Berg als Trainer. Von 1986 bis 1993 und von 2000 bis März 2007 trainierte er den Oberligisten FSV Salmrohr. Von 1995 bis 1999 war Erwin Trainer des SV Mettlach  in der Oberliga.SW. Seit September 2007 stand er beim Verbandsligisten Eintracht Trier II (U-23) unter Vertrag. Seit 25. September 2008 war er Trainer des ehemaligen Bezirksligisten SV „Tälchen“ Krettnach. 